# 加藤章
加藤 章（かとう あきら、明治35年（1902年）11月27日 - 昭和57年（1982年）1月2日）は日本の実業家。元加藤商事会長。
大正12年（1923年）東京商科大学専門部を卒業後、父業の建材卸売業を継ぐと共に山陰の経済界発展に寄与した。昭和26年（1951年）以来米子商工会議所副会頭を務めた。昭和45年（1970年）藍綬褒章、昭和51年（1976年）勲四等瑞宝章を受章。米子国際ホテル、赤碕生コン各社長、加藤商事、山陰生コンクリート各会長、米子信用金庫理事なども務めた。

## 経歴
明治35年（1902年）11月、鳥取県西伯郡米子町（現・米子市）茶町に生まれた。豊吉の長男。父・豊吉は、章が生まれる二年前に愛知県から米子に来て仕事を始めたばかりだった。
鳥取県立米子中学校（現・鳥取県立米子東高等学校）を経て、大正12年（1923年）東京商科大学附属商学専門部（現・一橋大学）卒業。昭和12年（1937年）、家業を継承し加藤豊吉商店代表社員となる。
昭和24年（1949年）山陰日日新聞取締役 次いで昭和25年（1950年）社長、昭和26年（1951年）代表取締役に就任。
加藤の生涯を回想したものとしては、次男威による回想記『父よ静かに眠れ』（山陰経済新聞社、平成7年刊行）がある。

## 人物像

### 事業活動
大正12年（1923年）、東京商大卒業と同時に米子に帰って、豊吉の創業した建築材料卸売業に従事。
昭和10年（1935年）合名会社設立、代表社員、昭和38年（1963年）加藤商事株式会社に組織変更して取締役社長。
以後昭和57年（1982年）に亡くなるまで社長を務め、この間米子商工会議所副会頭、米子国際ホテルなど十指に余る会社の重役、県選挙管理委員など県市の公職を歴任。
また、米子唯一の海運業を経営し、山陰機帆船組合理事長を務めたことは彼の事業活動がいかに広範多彩であったかを物語る。

### 加藤商事（株）の概要
- 本社所在地 - 鳥取県米子市明治町175番地[9]
- 従業員 - 68名[9]
- 事業内容 - 住宅設備機器、生コン、タイヤ等[9]

### 戦前・戦後
加藤によれば「大東亜戦争が始まってね、当時商工会議所を戦争に協力さす組織にするため解散させ、鳥取県商工経済会というものに組織を替えるということになりましてね。米原章三さんが会長になり、野坂さんが専務理事にお成りになって、私が米子商工会議所の番人みたいなものですが、米子支部長ということになりました。昭和18年9月だったと思います。昭和20年3月までの3年間私は会頭だったわけですわ（笑）。従業員も今覚えているのは坪内とか畠中とかいました。女子職員も1～2名で総勢4～5人だったかなあ。
戦後は進駐軍が米子にやって来て、会議所や中電、市役所の建物を見て歩き、結局会議所の建物が進駐軍に接収されちゃいました。以来2年位はあそこに居たのでしょうか。従って戦後の仕事は、もっぱら軍の犯罪者のための交渉に当るといったもんでした。また彼等が国への土産に、日本女性の派手な着物を欲しがり、一般民家に行って要求したりするものですから、会議所へ何んとかしてくれと苦情が持ち込まれました。そこで、各家庭からそんな着物の供出をお願いして、バザーを催したりしたこともありました。その当時市役所には英語の通訳が居りませんでしたから、野坂市長の要請でその仕事を勤めたこともありました。」という。

### 人柄・性格など
趣味はテニス、洋画、スキー。宗教は曹洞宗。住所は米子市明治町。

## 家族・親族

### 加藤家
（愛知県、鳥取県米子市茶町・米子市万能町・米子市明治町・米子市祇園町）
加藤章は次のように語っている。｢…織田さんや坂口さんの話はねえ、米子の旧家としての古い地元の発展の基礎になった方々なんですよ。ところが私の家は、父親が明治の私が生まれる二年前に愛知県から米子にやって来たものです。というのは、米子を中心として鉄道が出来るという情報を得て、“米子へ行かないと面白い仕事が出来ない”といってやって来たのです。愛知県は焼物の本場で、そこから私の父親は二十歳過ぎに青雲の志を抱いてはるばる米子にやって来たわけですわ。茶町にささやかな店を構えて、境の娘を嫁に迎えたのでした。
鉄道の開通を機に米子が中心になって、山陰は発展して来たわけで、父親が煉瓦や土管やセメント屋になったのは、そういった鉄道工事建設の資材を納める仕事を始めたのが私のうちの起りでしてね｣。
元日本海新聞社米子支社長・島雄光蔵（しまおみつぞう） によると「米子には事業家がおったですよ。皆鉄道のおこぼれです。有本さん、菊地さん、加藤さん、赤沢さん、皆山陰鉄道の建設で来られた人ですから。」という。
- 父・豊吉

明治9年（1876年）4月 生～昭和12年（1937年）10月没
愛知県生まれ。年甫廿三歳郷里を出て神戸に至り中野清助が経営する土木請負業中野組に身を投じる。大に主人の信用を博し令名を喧伝せらる。明治32年（1899年）伯耆米子町に中野組出張所を設置すると出張所の主宰となり従来の経験と敏腕を揮い一意業務の発展に力を尽くす。加藤の経営に係る業種は鉄道運送業幷に煉化石、土管、耐火粘土、火山灰、セメント、木材販売等。
大正4年（1915年）5月、推されて万能区長となり其の職に在ること十有七年。大正6年（1917年）9月、加藤煉瓦土管工場創業（主要業態・煉瓦土管製造、職工数七、所在地・祇園町二丁目）。自治功労者。
- 弟・僘（実業家）

明治44年（1911年）3月生～没
- 妻・正子（鳥取県、里見周三の二女）

明治42年（1909年）1月生～没
- 長男・裕（実業家・元三井銀総研社長）

昭和6年（1931年）10月生～
- 二男・威（実業家・加藤商事社長[9]）

昭和9年（1934年）1月生～
- 同妻
- 同長男・宏（実業家・加藤商事常務）
- 同長女

- 三男・滋

昭和12年（1937年）6月生～
- 四男・功（実業家）

昭和17年（1942年）8月生～
- 同妻
- 同長女
- 同二女

- 娘

### 略系図
|        |        |        |        |        |        |        |        | 加藤豊吉 | 加藤豊吉 | 加藤豊吉 | 加藤豊吉 | 加藤豊吉 | 加藤豊吉 |        |        |        |        |        |        |        |        |        |        | 里見周三 | 里見周三 | 里見周三 | 里見周三 | 里見周三 | 里見周三 |        |        |        |        |  |  |  |  |  |  |  |  |  |  |  |  |  |  |
|        |        |        |        |        |        |        |        | 加藤豊吉 | 加藤豊吉 | 加藤豊吉 | 加藤豊吉 | 加藤豊吉 | 加藤豊吉 |        |        |        |        |        |        |        |        |        |        | 里見周三 | 里見周三 | 里見周三 | 里見周三 | 里見周三 | 里見周三 |        |        |        |        |  |  |  |  |  |  |  |  |  |  |  |  |  |  |
|        |        |        |        |        |        |        |        |          |          |          |          |          |          |        |        |        |        |        |        |        |        |        |        |          |          |          |          |          |          |        |        |        |        |  |  |  |  |  |  |  |  |  |  |  |  |  |  |
|        |        |        |        |        |        |        |        |          |          |          |          |          |          |        |        |        |        |        |        |        |        |        |        |          |          |          |          |          |          |        |        |        |        |  |  |  |  |  |  |  |  |  |  |  |  |  |  |
|        |        |        |        | 加藤僘 | 加藤僘 | 加藤僘 | 加藤僘 | 加藤僘   | 加藤僘   |          |          | 加藤章   | 加藤章   | 加藤章 | 加藤章 | 加藤章 | 加藤章 |        |        |        |        |        |        | 正子     | 正子     | 正子     | 正子     | 正子     | 正子     |        |        |        |        |  |  |  |  |  |  |  |  |  |  |  |  |  |  |
|        |        |        |        | 加藤僘 | 加藤僘 | 加藤僘 | 加藤僘 | 加藤僘   | 加藤僘   |          |          | 加藤章   | 加藤章   | 加藤章 | 加藤章 | 加藤章 | 加藤章 |        |        |        |        |        |        | 正子     | 正子     | 正子     | 正子     | 正子     | 正子     |        |        |        |        |  |  |  |  |  |  |  |  |  |  |  |  |  |  |
|        |        |        |        |        |        |        |        |          |          |          |          |          |          |        |        |        |        |        |        |        |        |        |        |          |          |          |          |          |          |        |        |        |        |  |  |  |  |  |  |  |  |  |  |  |  |  |  |
|        |        |        |        |        |        |        |        |          |          |          |          |          |          |        |        |        |        |        |        |        |        |        |        |          |          |          |          |          |          |        |        |        |        |  |  |  |  |  |  |  |  |  |  |  |  |  |  |
|        |        |        |        |        |        |        |        |          |          |          |          |          |          |        |        |        |        |        |        |        |        |        |        |          |          |          |          |          |          |        |        |        |        |  |  |  |  |  |  |  |  |  |  |  |  |  |  |
| 加藤功 | 加藤功 | 加藤功 | 加藤功 | 加藤功 | 加藤功 |        |        |          |          | 加藤滋   | 加藤滋   | 加藤滋   | 加藤滋   | 加藤滋 | 加藤滋 |        |        | 加藤威 | 加藤威 | 加藤威 | 加藤威 | 加藤威 | 加藤威 |          |          |          |          | 加藤裕   | 加藤裕   | 加藤裕 | 加藤裕 | 加藤裕 | 加藤裕 |  |  |  |  |  |  |  |  |  |  |  |  |  |  |

## 史料
昭和3年（1928年）、西伯郡資力調査会編『西伯詳覧』には、前年度における営業収益税納入者と税額を記している。
加藤豊吉（百五十八円四十銭）
入瀬善太郎（三十三円六十銭）
永見ヨシ（三十二円二十銭）
原田芳雄（二十八円五十六銭）
吹野正次（二十六円六十銭）
川上久三郎（二十三円八十銭）
北村正一（十九円六十銭）
山崎久作（十九円）
森川やす（十八円二十銭）
奥田浅一（十七円三十六銭）
赤井熊太郎（十六円八十銭）
周藤幸太郎（十五円八十二銭）
木村清太郎（十五円六十八銭）
堀井精（十四円）
米田はる（十四円）
中島悟棲（十一円六十二銭）
大村フス（十一円四十八銭）
大島熊太郎（十一円二十銭）
山本実次（十一円二十銭）
世良田鉄郎（十一円二十銭）

## 関連
- 赤沢正道
- 金田要
- 坂口平兵衛 (2代)
- 田村純一
- 山陰日日新聞
- 米子商工会議所